# Tcherevitchki
Tcherevitchki (em russo:  Черевички, literalmente chinelos ou pequenos sapatos) é uma ópera bufa-fantástica em quatro atos e oito cenas, de Piotr Ilitch Tchaikovski. Ela foi composta em 1885 em Maidanovo, na Rússia. Seu libreto foi escrito por Iakov Polonski, baseado em uma história de Nikolai Gogol. A ópera é uma revisão da ópera anterior de Tchaikovski, Vakula, o ferreiro. Esse trabalho foi executado pela primeira vez em 1887, em Moscou. 

## História da composição

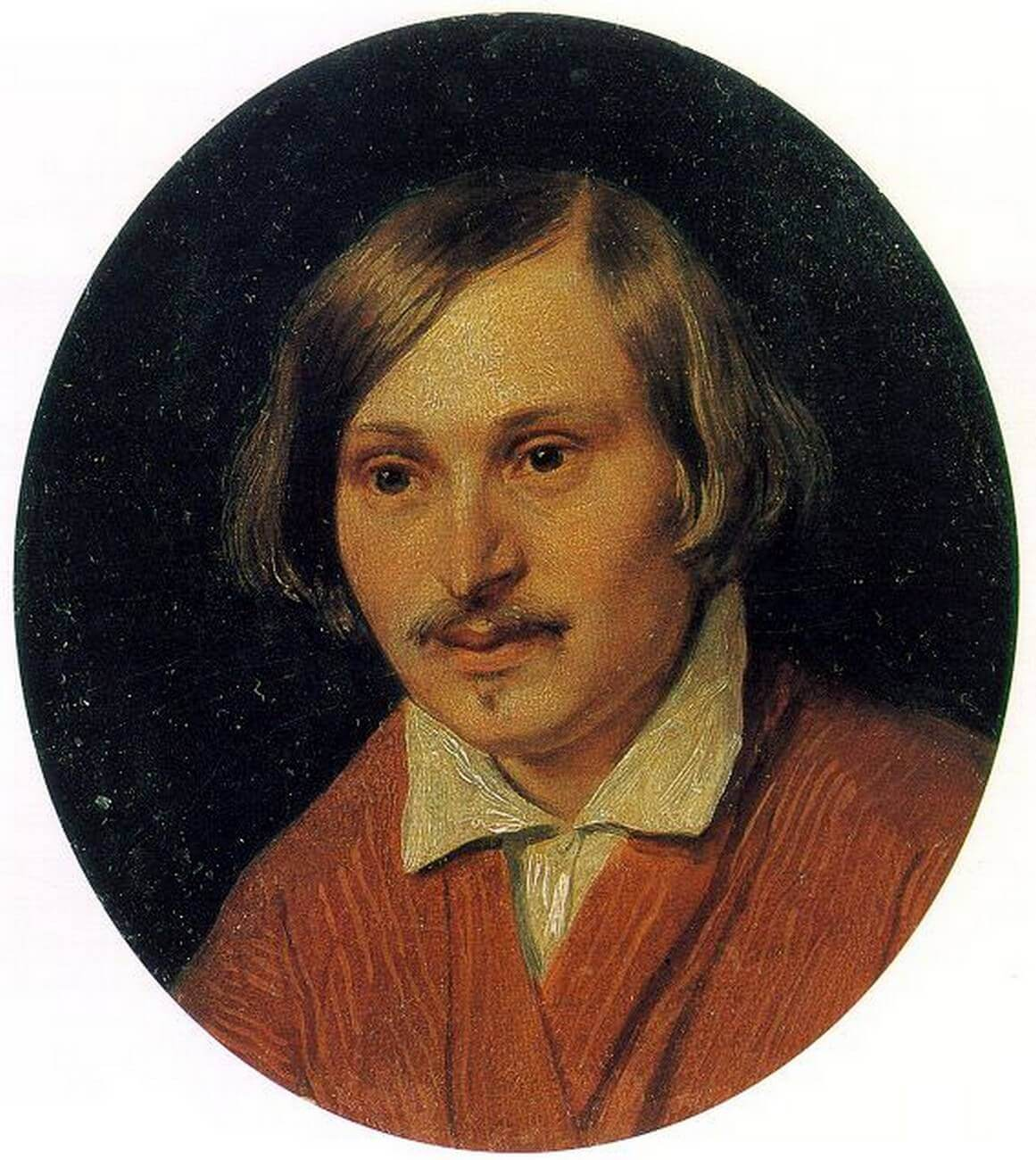
Nikolai Gogol, autor do enredo.

A ópera foi composta entre fevereiro e abril de 1885 em Maidanovo  Ambos Vakula, o ferreiro e Tcherevitchki foram compostos para o libreto de Polonski, que tinha sido escrito para Alexander Serov mas permaneceu sem uso por conta da morte deste. Adições e revisões para esta segunda versão foram feitas pelo compositor e Nikolai Chaiev. 
O principal material temático da segunda versão da ópera é o mesmo de Vakula. As alterações foram causadas por um desejo de tirar a ópera "do rio do esquecimento" (carta de Tchaikovski de 4 de março de 1885). A edição simplificou principalmente alguns elementos de textura musical. A esfera lírica da ópera foi aprofundada pela introdução de uma nova ária. O acréscimo da música do Professor da Escola, e dos versos de Sua Alteza, enriquece a ópera. Tchaikovski também mudou as personagens das cenas do refrão, como no número treze (Koliadka). 

## Histórico de apresentações
A estreia ocorreu em 31 de janeiro de 1887 (no calendário juliano, em 19 de janeiro) no Teatro Bolshoi, em Moscou, conduzida por Tchaikovski (foi sua estréia como maestro) com direção de palco da A. I. Bartsal e design cênico da K. F. Valts. Durante o século XX, a ópera foi realizada muito raramente, revivida quase exclusivamente dentro da Rússia e da URSS. Ela recebeu sua estréia polonesa na Ópera Báltica em Gdańsk, em 28 de junho de 1952.  O Wexford Festival Opera apresentou cinco performances de uma nova produção, em outubro de 1993. Ela foi apresentada no Reino Unido pela primeira vez na Garsington Opera, em 26 Junho de 2004, e, em seguida, no Royal Opera House de Covent Garden, em 20 de novembro de 2009 (uma das apresentações posteriores foi transmitida pela televisão).

## Papéis
| Inglês | Tipo de voz   | Elenco na estréia 31 de janeiro de 1887 |
| --- | ------------- | --------------------------------------- |
| Vakula, um ferreiro | tenor         | Dmitri Usatov                           |
| Solokha, mãe de Vakula, uma bruxa | mezzo-soprano | A. V. Sviatlovskaia                     |
| Chub, um cossaco idoso | baixo         | Ivan Matchinski                         |
| Oksana, filha de Chub | soprano       | Maria Klimentova-Muromtseva             |
| Um demônio do inferno, um personagem fantástico | baixo         | Bogomir Korsov                          |
| Professor de escola | tenor         | Aleksandr Dodonov                       |
| Pan Golova, o companheiro de Chub | baixo         | V. S. Streletski                        |
| Panas, o amigo de Chub | tenor         | P. N. Grigoriev                         |
| Sua Alteza | baixo         | Pavel Khokhlov                          |
| Mestre de cerimônias | baixo         | R. V. Vasilievski                       |
| Atendente | tenor         |                                         |
| Cossaco Velho | baixo         |                                         |
| Goblin de madeira | baixo         |                                         |
| Coro, papéis silenciosos (rapazes, moços, anciões, jogadores de gusli, rusalki, espíritos da madeira, eco, espíritos, damas e cavalheiros da corte, Zaporojtsi) |               |                                         |

## Instrumentação
- Cordas: Violinos I, Violinos II, Violas, Violoncelos, Contrabaixos
- Instrumentos de sopro: flautim, 2 flautas, 2 oboés, 2 clarinetes (b-chatos e A), 2 fagotes
- Metais: 4 trompas (todas F), 2 trompetes (F e E), 3 trombones, tuba
- Percussão: Tímpanos, Triângulo, Pandeireta, Pratos, Bumbo
- Outros: Harpa, banda de sopro (off)

Alguns números também foram arranjados para vozes com piano ou dueto de piano (4 mãos) por Tchaikovski, em 1885. 

## Sinopse

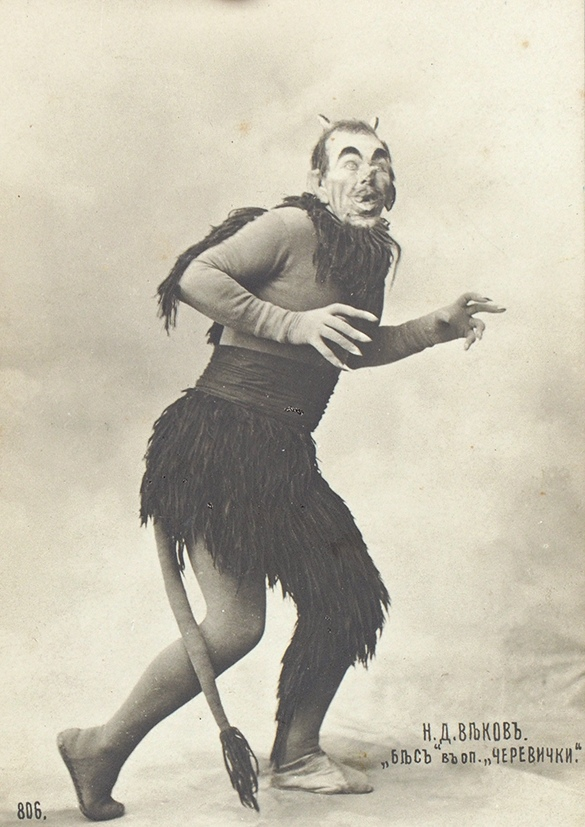
Н. Д. Веков в роли Беса в опере "Черевички"

Época: Final do século XVIII / Local: Na aldeia de Dikanka, na Ucrânia; São Petersburgo   

### Ato 1
A viúva Solokha concorda em ajudar o Diabo a roubar a lua. O Diabo está irritado com o filho de Solokha, Vakula, que pintou um ícone zombando dele. O Diabo decide criar uma nevasca para impedir que Vakula veja a sua amada, Oxana. Enquanto a tempestade continua, Solokha cavalga até o céu e rouba a lua, enquanto o pai de Oxana, Chub, e o Diácono, não conseguem encontrar o caminho. Oxana está sozinha e solitária em casa. Ela passa por vários modos, e a música a segue gradualmente acelerando. Em um ponto, Vakula entra e a observa, se admirando. Ela faz piada com ele, e ele diz que a ama. Chub volta para casa, e Vakula, não reconhecendo-o, persegue-o e o ataca. Vendo o que ele fez, Oxana manda Vakula embora, em um estado miserável. Os jovens da aldeia aparecem cantando canções de Natal ucranianas. Oxana percebe que ainda ama Vakula. 

### Ato 2
Numa peculiar e divertida primeira cena, três homens e o Diabo escondem-se em três sacos, na cabana de Solokha, depois de sucessivamente tentar seduzi-la. Vakula acaba levando os sacos pesados para longe. Fora, três grupos de coralistas discutem entre si. Oxana convence Vakula a lhe conseguir as botas da Tsaritsa, como condição para que ela se case com ele. Ele corre, ameaçando suicídio e deixando dois sacos para trás, que acabam por ter o diácono e o Chub. 

### Ato 3
Um duende da floresta adverte as ninfas da água que Vakula está chegando, e que ele quer cometer suicídio. O Diabo salta do saco de Vakula, e tenta obter sua alma em troca de Oxana, mas Vakula em vez disso sobe nas costas do Diabo. Vakula obriga o Diabo a levá-lo a São Petersburgo. O diabo coloca Vakula na corte do tsaritsa, e desaparece na lareira. Vakula se junta a um grupo de cossacos que vão ver a Tsaritsa. No salão das colunas, um coro canta louvando a Tsaritsa, uma polonesa. Em um minueto, Vakula pede as botas da Tsaritsa, e seu pedido é atendido porque é incomum e divertido. O Diabo leva Vakula embora, enquanto as danças russas e cossacas começam. 

### Ato 4
O ato abre na praça da cidade, em uma manhã ensolarada de Natal. Solokha e Oxana pensam que Vakula se afogou, e choram por ele. Oxana foge chorando, quando os moradores a convidam para a festa de Natal. Vakula retorna com as botas, pede a Chub para perdoá-lo pelo ataque, e pede a mão de Oxana em casamento. Ela entra, diz a Vakula que ela o quer, e não às botas. Chub chama os kobzari (os violonistas), e todo mundo celebra. 

## Estrutura
| Abertura Ato 1 Cena 1 N.º 1 Cena e dueto (Solokha, Devil) N.º 2 Tempestade de neve Cena 2 N.º 3 Aria (Oksana) N.º 4 Cena e Arioso (Oksana, Vakula) N.º 5 Cena (Oksana, Chub, Vakula) N.º 6 Cena and Duet (Vakula, Oksana) N.º 7 Cena Final (Oksana, Vakula, Choir) Ato 2 Cena 1 Entr’acte N.º 8 Cena (Solokha, Diabo) N.º 9 Cena (Pan Golova, Solokha) N.º 10 Cena (Deacon, Solokha) N.º 11 Cena e Quinteto (Chub, Solokha, Vakula, Diácono, Diabo) N.º 12 Arioso (Vakula) Cena 2 N.º 13 Cena coral N.º 14 Cena e Canção Tcherevitchki N.º 15 Finale (Oksana, Vakula, Chub, coro) | Ato 3 Cena 1 Entr’acte N.º 16 Coro de Rusalkas N.º 17 Cena e Canção de Vakula (Vakula, Diabo) Cena 2 N.º 18 Cena (Diabo, Vakula, um velho cossaco, coro) Cena 3 N.º 19 Polonaise (Vakula, Mestre de Cerimônias, Sua Alteza, coro) N.º 20 Pares (Sua Alteza, coro) N.º 21 Minueto e Cena (Vakula, Catarina II, Sua Alteza, coro) N.º 22 Dança Russa e Dança Cossaca N.º 23 Cena (Mestre de Cerimônias, Diabo, Vakula Ato 4 N.º 24 Dueto (Solokha, Oksana) N.º 25 Finale (Oksana, Chub, Pan Golova, Panas, Solokha, Vakula, coro) |

## Trabalhos relacionados
- Tchaikovski: A ópera Vakula, o ferreiro (1874)
- Rimski-Korsakov: A ópera Véspera de Natal (1895)

A Véspera de Natal de Rimski-Korsakov; Vakula, o ferreiro, de Tchaikovski; e sua revisão, Tcherevitchki, são todas baseadas na mesma história de Gogol. 

## Gravações
- 1948, Aleksandr Melik-Pashaiev, Orquestra do Teatro Bolshoi e Coro, G. Nelepp (Vakula), E. Antonova (Solokha), Al. Ivanov (Diabo), M. Mikhailov (Chub), E. Kruglikova (Oksana), S. Krasnovski (chefe da aldeia), F. Godovkin (Panas), A. Peregudov (Diácono), An. Ivanov (Sua Alteza), O. Insarova (Catarina II), I. Ionov (Mestre de Cerimônias), V. Shvetsov (Sentinela), I. Sipaev (Cossaco de Zaporójia), M. Skazin (Duende da Floresta)
- 1973, Fedoseiev / Fomina / Simonova / Lisovski / Krivchenia / Klenov (Melodiia)
- 2000, Gennadi Rojdestvenski, Cagliari Lyric Theatre Orchestra e Chorus, Fábio Bonavita, Pavel Cernoch, Ekaterina Morosova, Vladimir Ognovenko, Vladimir Okenko, Grã-Bretanha Osipov, Valeri Popov, Valentin Prolat, Schagidullin de Albert, Ludmila Semciuk, Barseg Tumanian, Frantisek Zahradnicek
- 2004, Howarth / Duprels / McCafferty / Dwyer / Zimnenko / Earle (selo de Garsington)
- 2009, Polianichko / Guriakova / Diadkova / Grivnov / Matorin / Mikhailov (encenação da Royal Opera House; DVD, selo Opus Arte)